# Richard Friedmann
Richard Friedmann (* 24. Juni 1906 in Wien; † 22. Mai 1944 im KZ Auschwitz) war österreichischer Zionist und leitender Funktionär der Jüdischen Kultusgemeinde in Prag.

## Leben und Wirken
Friedmann absolvierte die Handelsschule in Wien und war ab 1929 als Berufsbeamter in der Israelitischen Kultusgemeinde Wien tätig. Er wurde 1939 zur Jüdischen Kultusgemeinde Prag versetzt und war dort als leitender Funktionär beschäftigt. Friedmann war mit Cecilie („Cilly“) Friedmann (1912–1965), geborene Spinner, verheiratet. Die Ehe blieb kinderlos. Cecilie überlebte, arbeitete wieder als Ärztin, und heiratete erneut als Michalová.
Friedmann wurde mit etwa 1000 weiteren jüdischen Männern im Rahmen des sogenannten Nisko-Plans gemeinsam mit seinem Vorsgesetzten Jakob Edelstein am 18. Oktober 1939 von Ostrava nach Nisko deportiert. Kurz darauf kehrte Friedmann im November 1939 wieder nach Prag zurück und war dort weiterhin bei der Kultusgemeinde mit den Arbeitsschwerpunkten Sozialfürsorge, Gesundheitsdienst und Schulwesen tätig. Gemeinsam mit Jakob Edelstein musste er im März 1941 den Judenrat Amsterdam aufsuchen, um die dortigen Vorsitzenden des Judenrates Abraham Asscher und David Cohen bezüglich des Aufbaus der Zentralstelle für jüdische Auswanderung in Amsterdam zu beraten. Er erreichte unter erheblichen Risiken für die eigene Person die Versorgung des Ghetto Theresienstadt mit dringend benötigten Medikamenten. Friedmann, der unvorsichtigerweise von seiner Arbeitsstelle und auch seiner Wohnung in das Ghetto Theresienstadt telefonierte, wurde deswegen im Dezember 1942 von Hans Günther vorgeladen und, nachdem er die Anschuldigungen leugnete, zu 140 Kniebeugen gezwungen.
Am 28. Jänner 1943 wurde Friedmann gemeinsam mit Franz Kahn am Arbeitsplatz verhaftet und selbst ins Ghetto eingeliefert, seine Ehefrau am darauffolgenden Tag. Im Theresienstadt-Konvolut ist er als „B-Prominenter“ aufgeführt, verzichtete jedoch auf alle Vorrechte bis auf ein Einzelzimmer, welches er für konspirative Zusammenkünfte nutzte. Friedmann war ein vehementer Gegner einer Kooperation mit der SS und konnte die Mitwirkung des Judenrates bei der Zusammenstellung der Deportationstransporte nicht nachvollziehen. Durch Interventionen des Judenältesten Paul Eppstein war Friedmann nach einer Tätigkeit in der Landwirtschaft schließlich in der Arbeitszentrale tätig.
Im Mai 1944 wurde Friedmann nach Auschwitz-Birkenau deportiert und dort bei einem durch die SS fingierten Fluchtversuch am 22. Mai 1944 erschossen.